# Duikmes

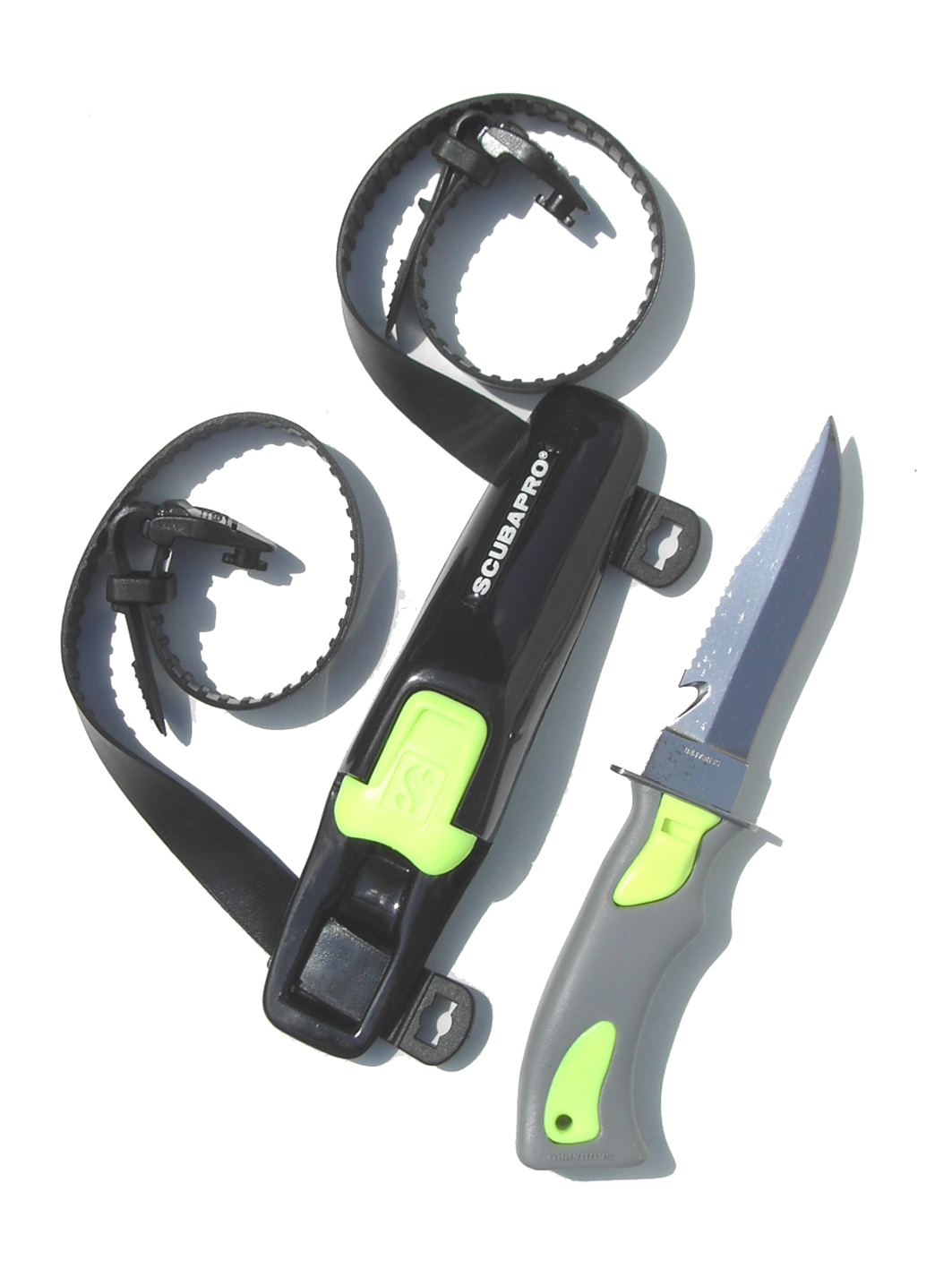
Twee duikmessen

Een duikmes is een mes dat wordt gedragen door een duiker. Het duikmes wordt meestal gedragen rond het onderbeen.  Vaak hebben duikers ook nog een klein mes verwerkt in hun trimvest. Dit heeft als voordeel dat het snel getrokken kan worden.  
Met een duikmes kan de duiker zich lossnijden uit obstakels in het water zoals visnetten. Sommige duikers steken hun duikmes bij sterke stroming in de bodem om zich zo voort te trekken.
Veel duikorganisaties stellen een duikmes verplicht. Bij Noordzeeduiken zijn zelfs twee duikmessen verplicht.
Duikmessen zijn vaak van roestvast staal gemaakt maar minder scherp dan gewone messen van staal. Messen van titanium roesten niet en zijn beter scherp te houden.